# Александрос I
Александрос I (на гръцки: Αλέξανδρος, Βασιλεύς των Ελλήνων) крал на Гърция в периода 30 май 1917 г. – 12 октомври 1920 г. Втори син е на крал Константинос I. Роден е на 1 август 1893 г. (20 юли по Юлианския календар). Завършва Военното училище в Атина. Става крал след детронацията на баща си по време на Първата световна война. Въпреки неодобрението на кралското семейство, се жени за Аспасия Ману.
Умира от стрептококова инфекция на 12 октомври 1920 г. след ухапване от маймуна в царския парк три дни по-рано.
Единственото му дете, което се ражда след неговата смърт, е принцеса Александра Гръцка (1921 – 1993), която по-късно се жени за Петър II, крал на Югославия.